# Octonoba paralongshanensis
Octonoba paralongshanensis är en spindelart som beskrevs av Dong, Zhu och Yoshida 2005. Octonoba paralongshanensis ingår i släktet Octonoba och familjen krusnätsspindlar. Inga underarter finns listade i Catalogue of Life.